# Скандал (фильм, 1967)
«Скандал» (фр. Le scandale) — французский психологический детектив режиссёра Клода Шаброля, вышедший на экраны в 1967 году.
В главной роли снялся Энтони Перкинс. Это первый из двух фильмов Шаброля с участием Перкинса, ставшего знаменитым после фильма «Психо» Альфреда Хичкока, которым Шаброль восхищался более, чем каким-либо другим режиссёром.
За игру в этом фильме Морис Роне получил приз за лучшую мужскую роль на Международном кинофестивале в Сан-Себастьяне.

## Сюжет
Два богатых друга — Поль (Морис Роне) и Кристофер (Энтони Перкинс) — любят вместе выпивать и развлекаться в компании девушек. Однажды после одной из вечеринок они ночью попадают в автокатастрофу, в результате которой Поль начинает страдать провалами в памяти.
Поль и жена Кристофера Кристин (Ивонн Фурно) являются совладельцами престижной марки шампанского, которую хотят приобрести американские бизнесмены. Кристин, которая реально управляет бизнесом, хочет продать торговую марку, однако Поль, несмотря на все уговоры, категорически против. На устроенном Кристин балу в честь американских бизнесменов Поль знакомится с известной английской художницей Эвелин (Сьюзен Ллойд), которая приглашает его в свою студию, а Кристофер, который, как выясняется, жил за счёт богатых женщин, тайно целуется с секретаршей Кристин по имени Жаклин. Вечер заканчивается устроенным Полем скандалом, оскорбляющим американцев.
Спустя некоторое время Поль собирается в Гамбург, и Кристин решает послать вместе с ним Кристофера, чтобы он попытался уговорить Поля продать фирму. В награду за это Кристин обещает Кристоферу купить яхту, о которой тот давно мечтал. В Гамбурге Поль и Кристофер весело проводят время в ночном клубе, откуда Поль уходит вместе с молодой немкой. В парке ему становится плохо, и он засыпает. Проснувшись утром, Поль, ничего не помнит, что было ночью, и не замечает, что его знакомая лежит поблизости мёртвая. Он спокойно приходит к Кристоферу в гостиницу, который провёл ночь с прекрасной незнакомкой (Стефан Одран).
День спустя у себя дома Кристин во время завтрака вместе с Кристофером получает анонимное письмо, в котором говорится, что в Гамбурге была убита девушка. Довольно быстро Кристин удаётся выведать у мужа, что эта девушка провела свою последнюю ночь вместе с Полем. Кристин идёт к Полю и пытается его шантажировать анонимкой с тем, чтобы он подписал контракт с американцами. Однако Поль отказывается, хотя и не может полностью отвести подозрения в убийстве, так как в силу провала в памяти не может вспомнить, что происходило в тот вечер в гамбургском парке.
Поль приходит на вечеринку к Эвелин, где видит Кристин с Кристофером и прекрасную незнакомку. Он устраивает пьяный дебош, в результате которого все гости расходятся, а сам он падает пьяный и засыпает. Очнувшись, он обнаруживает, что Эвелин мертва. Поль, который вновь не в состоянии вспомнить, что произошло вечером, идёт к Кристин с просьбой не выдавать, что он последним оставался у Эвелин, а ещё лучше подтвердить, что он ушёл вместе с ней и Крисом. Кристин соглашается при условии, что Поль подпишет бумаги о продаже компании. Жаклин печатает документ и Поль подписывает его, после чего уходит к себе. Дома, вспоминая обстоятельства вечера у Эвелин, он приходит к заключению, что не мог её убить.
Тем временем таинственная незнакомка (Стефан Одран) проходит в комнату спящей Кристин и душит её чёрным шёлковым платком. Вскоре появляется Крис, и она уводит его в его спальню, не дав увидеть, что Кристин убита. Через некоторое время в дом возвращается Поль в надежде убедить Кристин, что он никого не убивал, но застаёт её уже мёртвой. Поль поднимается в спальню Криса и видит его в компании таинственной незнакомки. Она сначала утверждает, что Поль убил трёх человек, включая его жену, и требует, чтобы Крис убил Поля. Но Крис сомневается и не хочет стрелять в друга. Тогда незнакомка утверждает, что это она убила всех троих из любви к Крису. Она хотела, чтобы Крис стал единоличным владельцем фирмы и женился на ней. Потом незнакомка снимает свою маскировку, меняет наряд и макияж, и выясняется, что таинственная красавица — это некрасивая секретарша Жаклин. В последней сцене Крис, Поль и Жаклин ведут отчаянную борьбу за пистолет, пытаясь вырвать его друг у друга.

## В ролях
- Энтони Перкинс — Кристофер
- Морис Роне — Поль
- Ивонн Фурно — Кристин
- Стефан Одран — Жаклин
- Сьюзен Ллойд — Эвелин
- Анни Видаль — Блонд
- Генри Джонс — мистер Кларк
- Катрин Соля — Дениз
- Жорж Скафф — мистер Пайфер
- Криста Ланг — Паула
- Мари-Анж Анье — Мишель